# پارسی کولا
پارسی کولا یک نوشابه با طعم کولا تولیدشده در ایران توسط شرکت ساسان است که برندهای پپسی و میرندا را به همراه برندهای ایرانی شادنوش پرتقالی و لیمویی و محصولاتی چون دوغ و آب آشامیدنی تولید می‌کند. پارسی‌کولا در بخش‌هایی از خاورمیانه محبوب است و در میان برندهای ایرانی، رقیب اصلی زمزم است.